# Граф Люксембург
«Граф Люксембург» (нем. Der Graf von Luxemburg) — оперетта в трёх актах австро-венгерского композитора Франца Легара. Впервые поставлена в венском театре «Ан дер Вин» 12 ноября 1909 года. Авторы либретто: Альфред Вильнер, Роберт Боданцки, Лео Штейн.
Музыка этой оперетты заслужила высокую оценку многих выдающихся музыкантов и композиторов. А. К. Глазунов говорил: «Но это же замечательная музыка! И, знаете, это Пуччини. Ваш Легар — верист. Замечательный, самостоятельный верист».

## История
Основой для либретто послужил сюжет одной из последних оперетт Иоганна Штрауса «Богиня разума» (Die Göttin der Vernunft, 1897), не имевшей успеха у публики. Одним из либреттистов «Богини разума» был А. Вильнер, который и предложил Легару новую версию сюжета, несколько переработанную и перенесенную из революционной Франции конца XVIII века в современный им Париж.
Легар написал музыку всего за три недели. Оперетта, написанная спустя 4 года после первого триумфа Легара — «Весёлой вдовы» — имела большой успех у публики многих стран и остаётся в репертуаре музыкальных театров мира по сей день. Оперетта была также неоднократно экранизирована в разных странах.
В России первая постановка «Графа Люксембург» состоялась уже зимой 1909 года в петербургском театре «Зимний буфф».

## Действующие лица
| Персонаж                                            | Имя в оригинале       | Голос                     |
| --------------------------------------------------- | --------------------- | ------------------------- |
| Анжель Дидье, оперная певица                        | Angèle Didier         | сопрано                   |
| Рене, граф фон Люксембург                           | René von Luxemburg    | тенор или высокий баритон |
| Арман Бриссар, художник                             | Armand Brissard       | тенор                     |
| Жюльетта Вермон, танцовщица, подруга Бриссара       | Juliette Vermont      | сопрано                   |
| Князь Василий Васильевич                            | Basil Basilowitsch    | тенор                     |
| Графиня Стаса Кокоцова, бывшая невеста князя        | Stasa Kokozow         | меццо-сопрано             |
| Павел фон Павлович, советник российского посольства | Pawel von Pawlowitsch | тенор                     |
| Пелегрен                                            | Pélégrin              | баритон                   |
| Сергей Менчиков, русский нотариус                   | Sergei Mentschikoff   | тенор                     |
| Художники, гризетки, гости, парижане                |                       |                           |

## Сюжет

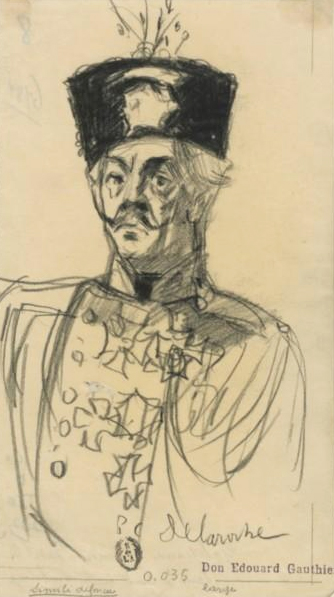
Феликс Галипо в роли князя Василия (Париж, 1912)

### Акт I
Два друга, обедневший аристократ граф Рене фон Люксембург и художник Арман Бриссар, снимают мансарду на Монмартре. Пожилой русский князь Василий Васильевич, влюблённый в красавицу-примадонну оперы Анжель Дидье, не может связать себя браком с женщиной без дворянского титула, поэтому предлагает Рене сделку: граф временно женится на Анжель, затем спустя 3 месяца разводится, после чего князь получает возможность сам жениться на разведённой графине Анжель фон Люксембург. За это князь обещает Рене полмиллиона франков, но ставит несколько условий. Первое: новобрачные не должны видеть друг друга, поэтому при бракосочетании их разделяют картиной Бриссара. Далее, после церемонии Рене должен уехать в путешествие по Европе и вплоть до развода не называться своим именем. Рене соглашается.

### Акт II
Три месяца прошли. Рене вернулся в Париж, посетил Парижскую оперу и влюбился с первого взгляда в Анжель. Под чужим именем он посещает Анжель и добивается её взаимности. Князь объявляет публично о своей помолвке с Анжель, а у Рене нет денег, чтобы расторгнуть сделку. Влюблённые в отчаянии.

### Акт III
В вестибюле Гранд-отеля Анжель и Рене встречают бывшую невесту князя, графиню Кокоцову. Та сообщает князю, что русский царь велел ему немедленно жениться на графине. Развод Анжель отменяется, заодно Бриссар объявляет о помолвке со своей натурщицей Жюльеттой.

## Музыкальные номера
Акт 1
1. Вступление и хор: «Karneval! Ja du allerschönste Zeit»
2. Выходная ария Рене: «Mein Ahnherr war der Luxemburg»
3. Первый дуэт Жюльетты и Бриссара: «Ein Stübchen so klein»
4. Песенка о Флоретте (Жюльетта): «Pierre, der schreibt an klein Fleurette»
5. Выходная ария князя: «Ich bin verliebt, ich muß es ja gestehen»
6. Квинтет: «Ein Scheck auf die englische Bank»
7. Выходная ария Анжель: «Heut' noch werd' ich Ehefrau — Unbekannt, deshalb nicht minder interessant»
8. Первый дуэт Анжель и Рене: «Frau Gräfin, Sie erlauben wohl — Sie geht links, er geht rechts — Sah nur die kleine Hand»

Акт 2
1. Ария Анжель с хором: «Hoch, Evoe, Angèle Didier — Ich dank, meine Herren und meine Damen»
2. Второй дуэт Анжель и Рене:«Sind Sie von Sinnen, Herr Baron — Lieber Freund, man greift nicht nach den Sternen — Bist du’s, lachendes Glück»
3. Второй дуэт Жюльетты и Бриссара: «Schau’n Sie freundlichst mich an — Bitte gleich, bitte sehr — Mädel klein, Mädel fein»
4. Терцет: «Ach, seh’n Sie doch, er ist ganz blaß»
5. «Der Handschu, wie pikant- Es duftet nah Trèfle incarnat»
6. Дуэт Жюльетты и князя: «Ein Löwe war ich im Salon — Polkatänzer, Polkatänzer»

Акт 3
1. Выход Кокоцовой: «Was ist das für’ne Zeit, liebe Leute»
2. Дуэт: «Wärst du heut' schon mein Mann»
3. Марш-трио: «Packt die Liebe einen Alten justament beim Schopf»
4. Ария Рене: «Es duftet nach Trèfle incarnat — Was ich im Traum nur ersah»
5. Финал: «Wir bummeln durch’s Leben Reinhören Reinhören»